# Доменік Мобіліо
Доменік Мобіліо (англ. Domenic Mobilio, 14 січня 1969, Ванкувер — 13 листопада 2004, Бернабі) — канадський футболіст, що грав на позиції нападника.
Виступав, зокрема, за «Ванкувер 86ers», а також національну збірну Канади.

## Клубна кар'єра
Народившись у місті Ванкувер, Мобіліо майже усю свою футбольну кар'єру провів у місцевому клубі «Ванкувер 86ers», де грав з 1987 по 2000 рік, спочатку в Канадській футбольній лізі, вигравши цей турнір чотири рази поспіль з 1988 по 1991 рік, з 1993 року грав в Американській професійної лізі футболу (APSL), а з 1995 року в новоствореній А-лізі, забивши загалом 167 голів в 280 іграх в професіональному футболі Канади і Сполучених Штатів. Також він був шість разів включений на «матч всіх зірок» (CSL — 1988, 1990, і 1991; APSL — 1993 і 1996; A-League — 1997).
Окрім «Ванкувера», Мобіліо у сезоні 1993/94 зіграв два матчі за «Данді» у вищому шотландському дивізіону. Також окрім виступів за «Ванкувер» у великому футболі паралельно протягом усього часу паралельно грав і за команди з індор-сокеру — «Балтимор Бласт» (1989—1992, 182 ігор та 171 голів), «Гаррісбург Гіт» (1993—1996, 46 ігор та 72 голи), «Едмонтон Дріллерз» (1996—1999, 79 ігор та 92 голи), «Філадельфія Кікс» (1999—2000, 59 ігор та 96 голів) і «Детройт Рокерз» (2000—2001, 15 ігор та 27 голів).

## Виступи за збірні
Залучався до складу молодіжної збірної Канади, з якою взяв участь у молодіжному чемпіонаті світу 1987 року в Чилі, на якому зіграв у трьох матчах і забив гол у грі з Італією (2:2), втім його команда не вийшла з групи. Натомість наступного року з командою став переможцем футбольного турніру Франкофонських ігор в Марокко, забивши вирішальний гол у півфіналі проти Конго (2:1).
У січні 1986 року дебютував в офіційних іграх у складі національної збірної Канади в товариському матчі проти Парагваю. У складі збірної був учасником розіграшу Золотого кубка КОНКАКАФ 1993 року у США та Мексиці.
Його останнім виступом за збірну був матч кваліфікації чемпіонату світу в листопаді 1997 року проти США. Всього протягом кар'єри у національній команді, яка тривала 12 років, провів у її формі 26 матчів, забивши 3 голи, всі — у відбірковій кампанії до чемпіонату світу 1994 року.

## Подальше життя
Після виходу на пенсію Мобіліо працював технічним директором у Коквітламській міській футбольній асоціації та став тренером молодіжної команди в Коквітламі.
Помер 13 листопада 2004 року на 36-му році життя у місті Бернабі від раптового серцевого нападу. Мобіліо був введений до Зали слави канадського футболу в 2006 році, а також до Зали слави «Балтимор Бласт» 16 лютого 2008 року. Також друзі та родичі Доменіка створили в його пам'ять фонд для фінансування різних футбольних шкіл, щоб надавати можливість обдарованим дітям насолоджуватися спортом.